# Transaminaseinhibitor
Ein Transaminaseinhibitor (synonym Aminotransferaseinhibitor) ist ein Hemmstoff von Aminotransferasen.

## Eigenschaften
Beispiele für Transaminaseinhibitoren sind der GABA-Transaminaseinhibitor Vigabatrin, γ-Acetylen-GABA, Ethanolamin-O-Sulfat, Aminoxyessigsäure, Gabaculin und die Valproinsäure, die bei der Behandlung der Epilepsie, bipolaren Störungen und Migräne eingesetzt wird. Der Transaminaseinhibitor 4-(4-Flurophenoxy)benzaldehyd-semicarbazon (C0102862, V102862) dient aufgrund seiner Wirkung als Natriumkanal-Hemmstoff und GABA-Transaminaseinhibitor als Leitstruktur bei der Entwicklung von Antikonvulsiva.
Der Hauptvektor der Malaria, Anopheles gambiae, besitzt eine atypische Transaminase (die 3-Hydroxy-Kynurenin-Transaminase), deren selektive Hemmung zur Verwendung bei Insektiziden bzw. in Folge zur Unterbrechung der Malaria-Infektkette untersucht wird.